# Hunasamaranahalli
Hunasamaranahalli é uma vila no distrito de Bangalore, no estado indiano de Karnataka.

## Demografia
Segundo o censo de 2001, Hunasamaranahalli tinha uma população de 7384 habitantes. Os indivíduos do sexo masculino constituem 56% da população e os do sexo feminino 44%. Hunasamaranahalli tem uma taxa de literacia de 75%, superior à média nacional de 59,5%: a literacia no sexo masculino é de 79% e no sexo feminino é de 69%. Em Hunasamaranahalli, 13% da população está abaixo dos 6 anos de idade.